# 131762 Csonka
131762 Csonka è un asteroide della fascia principale. Scoperto nel 2002, presenta un'orbita caratterizzata da un semiasse maggiore pari a 2,5393547 UA e da un'eccentricità di 0,2177383, inclinata di 4,56052° rispetto all'eclittica.